# Robert Berton
Robert-Joseph Berton (* 14. Januar 1909 in Aosta; † 15. Juni 1998 ebenda) war ein italienischer Historiker, Denkmalpfleger und Volkskundler.

## Leben
Robert Berton wurde in Aosta als Sohn des Kaufmanns Jean-Dominique Berton und der Giulia Venturin geboren. Er studierte an der Sporthochschule Universität Foro Italico in Rom und engagierte sich für den Jugendsport. Später arbeitete er als städtischer Angestellter in Aosta und erhielt früh die Aufgabe eines ehrenamtlichen Denkmalpflegers. Zudem war er für das Comité des traditions valdôtaines und die Académie Saint-Anselme tätig.
Er setzte sich für die Erforschung und Erhaltung des regionalen Kulturguts und besonders für den Schutz des traditionellen Stadtbildes von Aosta ein und publizierte grundlegende Arbeiten vorwiegend zur Architekturgeschichte des Aostatals. Er verfasste seine Werke in Französisch, der zweiten offiziellen Amtssprache der Autonomen Region Aostatal, und nur von einzelnen gibt es Übersetzungen ins Italienische. Bei der für die damalige Zeit innovativen denkmalpflegerischen Vermittlungstätigkeit setzte er auch Fotografien, Filme und Zeichnungen verschiedener Künstler ein. In der Gemeinde La Thuile an der Straße zum Kleinen Sankt Bernhardpass richtete er ein Museum für die traditionelle Volkskultur des Aostatals ein.
Mehrere Untersuchungen widmete er seit 1970 den Personennamen und den Flurnamen einiger Gemeinden im Aostatal.
Nach dem Zweiten Weltkrieg zählte Robert Berton zu den Gründern der autonomistischen politischen Partei Union Valdôtaine.

## Veröffentlichungen
- La Cathédrale d’Aoste.
- Les Châteaux du Val d’Aoste. 1950.
- Les monuments romains de la cité d’Aoste. 1951.
- Les monuments moyenâgeux de la cité d’Aoste. 1952.
- Les chapiteaux romains du cloître de Saint-Ours. 1954.
- La cité d’Aoste et les costumes valdôtains. 1955.
- I capitelli del chiostro di S. Orso. Un gioiello d’arte romanica in Val d’Aosta. Novara 1956.
- Le patrimoine architectural du Val d’Aoste. 1957–1961.
- Les cheminées du Val d’Aoste. 1961.
- Les stalles de la cathédrale d’Aoste. 1962.
- À l’écart des grands chemins. 1963.
- Les stalles de l’insigne collégiale de Saint-Pierre et de Saint-Ours d’Aoste. 1964.
- Les constantes de l’architecture valdôtaine. 1965.
- À l’ombre des clochers du Val d’Aoste. 1970.
- Les cadrans solaires du Val d’Aoste. 1972.
- L’architecture valdôtaine et son enracinement dans le paysage. 1973.
- Sur les sentiers du passé. 1977.
- Portes et portails du Val d’Aoste. 1984.
- Anthroponymie Valdôtaine. (1988?)
- Toponymie de la Vallée d’Aoste. 1992.